# 尼尔·哈塞维奇
尼尔·安东诺维奇·哈塞维奇（羅馬化：Nil Antonovych Khasevych；1905年11月25日—1952年3月4日），乌克兰藝術家及民族主義者，同时也是活跃的公众人物，乌克兰民族主义者组织（ОУН/OUN）和乌克兰最高解放委员会（УГВР/UHVR）成员。他曾荣获功勋十字勋章和艰苦战斗奖章。哈塞维奇为乌克兰民族解放运动创作了许多不朽的艺术作品，但他也因此深受当年占领乌克兰的苏俄和纳粹德国憎恨。1951年，他所创作的宣传画作辗转流入了联合国大会代表和外交官手中，因此而震怒的俄国占领当局下令追捕这位不明的“新闻反苏活动”人士。1952年3月4日，苏联内务部（克格勃之前身）特务包围了哈塞维奇所在的农庄。哈塞维奇和另外两位反抗军战士拒绝投降，英勇就义。
他曾使用的笔名有：Бей-Зот, Левко, Рибалка, 333, Старий, Джміль.

## 生平

### 童年与青年时期

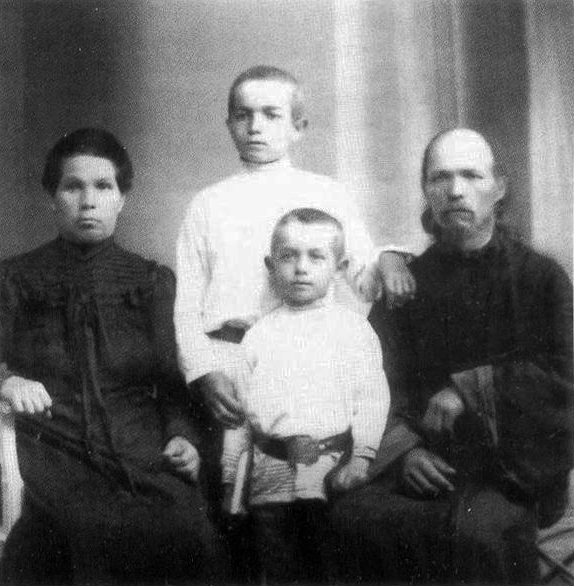
哈塞维奇家族（从左到右）：费奥多蒂娅·哈塞维奇、费迪尔·哈塞维奇、尼尔·哈塞维奇和安东·哈塞维奇。1910年代

尼尔·哈塞维奇于11月25日（旧历11月12日）1905年出生于沃里尼亚地区的久克辛村，现属里夫内州里夫内区的代拉日内市镇。他出生于圣歌队长安东·伊万诺维奇·哈塞维奇和他的妻子费奥多提娅·奥列克谢耶芙娜的家庭。他的哥哥阿纳托利和费迪尔成为了沃里尼亚地区的乌克兰神职人员。阿纳托利在沃里尼亚小镇克莱万附近的代雷夫亞內村被波兰人残忍杀害，而费迪尔在战后被流放并丧生于西伯利亚。尼尔也在神学院学习，并在圣像画工作室中接受了他的第一堂绘画课。
除了绘画才华，哈塞维奇还拥有一副好嗓子。
当哈塞维奇14岁时，他的生活发生了悲剧：从里夫内返回时，在代拉日内的铁路道口，他和他的母亲被火车撞到——母亲死亡，而尼尔失去了左腿，终生残疾。尼尔会木雕，他自己制作了假腿，并继续坚持不懈地追求他的目标——接受教育。

### 教育与创作

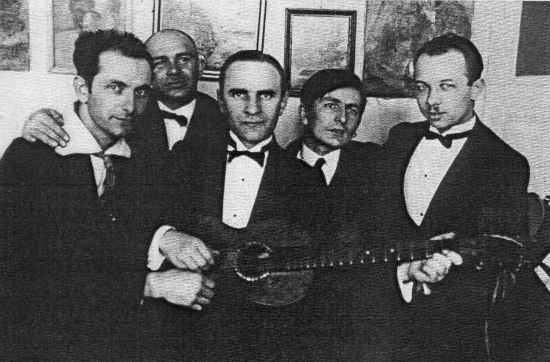
华沙学习期间与朋友们。1930年代

在接受治疗后，他在里夫内的瓦西里·伦（Василя Леня）的工作室学习。1925年，他以自学考试的形式通过了考核并获得了里夫内高中的毕业证书。1925到1926年，他作为一名圣像画师的助手工作。他使用从铁路公司获得的事故赔偿金，用于在华沙美术学院的学习。这位年轻人毕业于平面设计系，师从米洛什教授和梅奇斯拉夫·卡塔宾斯基教授学习绘画，师从弗拉迪斯拉夫·斯科奇利亚斯教授学习平面设计。
在当时的华沙，有一小群乌克兰艺术家和学院学生成立了名为「宁静」（Спокій）的社团，成员包括 N. 哈塞维奇、P. 安德鲁西、V. 瓦斯基夫斯基、S. 德里奇克、V. 兹瓦里奇、彼得·霍洛德尼、V. 加夫留克和彼得·梅吉克。梅吉克后来如此回忆道这段时期的哈塞维奇：
在1930年代，他加入了学生联盟「扎波罗热」（Запоріжжя）。1935年，他通过了题为「圣弗拉基米尔」的论文答辩并获得了在中等学校任教的高等艺术教育文凭。随着第二次世界大战的爆发，他返回了他的村庄。但是，早在1931年，他的作品「洗衣」（«Прання»）就获得了「梵蒂冈」奖，次年，他凭借为乌克兰历史人物，黑特曼伊凡·馬澤帕所作的肖像获得了华沙美术学院的文凭。

在思考艺术的特点时，尼尔·哈塞维奇于1933年2月24日写道：
而为了学习这门“语言”，哈塞维奇亲手用鹅毛笔抄写了著名的佩雷索普尼西亞福音。在这一过程中，他也熟练地掌握了西里尔字母的字体。
同时，他的艺术兴趣也逐步从油画转向平面设计和雕刻艺术，尤其是木刻版画创作。在1930年代初，尼尔·哈塞维奇在利维夫、布拉格、柏林、芝加哥、洛杉矶的艺术画廊展出他的作品。1937年，他在华沙的一次国际木刻展览上获得第三名的现金奖。两年后，他的艺术作品集《尼爾·哈塞維奇的書籤》在华沙出版。同年，他的艺术作品集《尼尔·哈塞维奇的藏书票》在美国费城出版。同时，他与乌克兰期刊《道路》（«Шлях»）和《沃倫詞》（«Волинське слово»）合作并不懈地打磨他的专业技能。他所创作的弗拉基米尔大公肖像、为流亡中的乌克兰国总统安德烈·列维茨基创作的藏书票、以及在年鉴《木刻》中的一系列作品受到专家的高度评价。他被与伊万·特鲁什、尤里·纳布特、瓦西里·克里切夫斯基相比较。

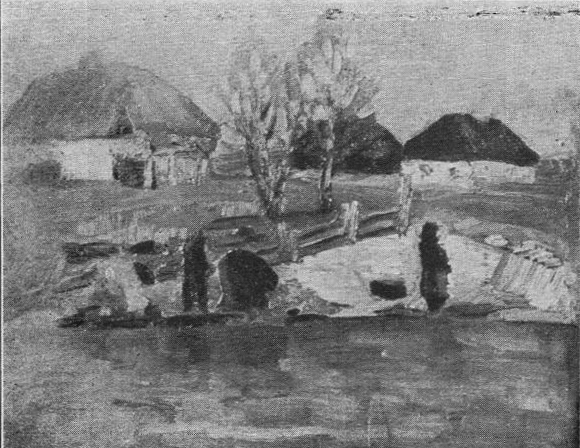
沃里尼亚 布面油画, 1920s
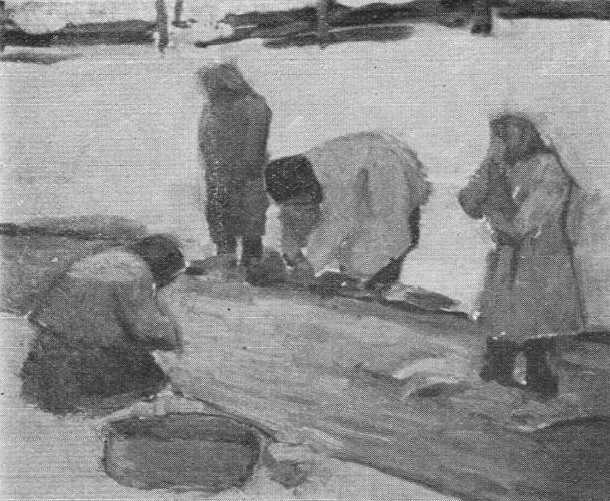
洗衣 布面油画, 1920s
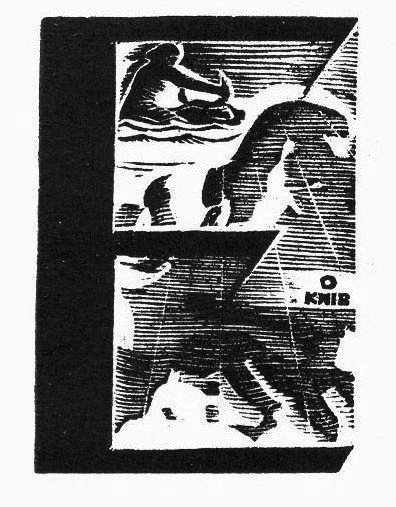
Initial "E" 木刻版画, 1930s
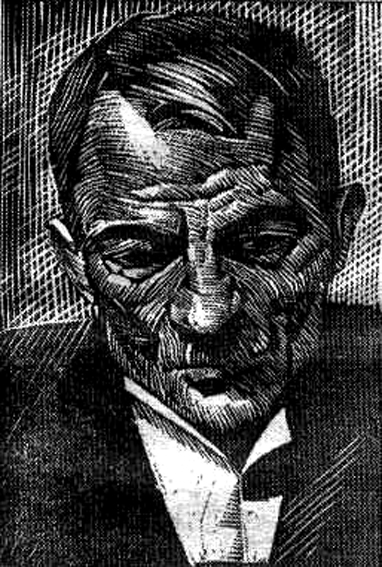
肖像 木刻版画, 1930s

### 归国抗战

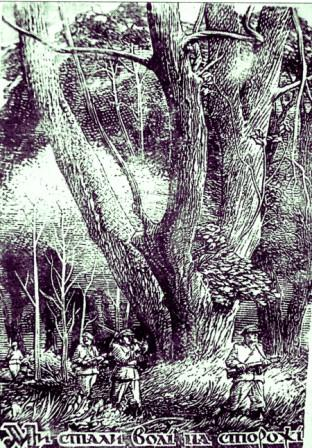
木刻版画系列：“斗争中的沃里尼亚”1948年

哈塞维奇本可作为一名成功的艺术家在西方安逸地生活，但随着世界大战的临近，命运迫使他做出选择。哈塞维奇毅然选择回国参与乌克兰的民族解放斗争。在从事艺术创作的同时，他成为了一名活跃的社会和政治活动家，1935年起，他成为了沃里尼亚乌克兰协会的会员，并于同年当选为在卢茨克举行的沃里尼亚乌克兰联盟区域大会的代表。这期间，他结识了斯捷潘·班德拉和其他乌克兰民族运动的领导人。他随后相继成为了乌克兰民族主义者组织（ОУН/OUN）和乌克兰最高解放委员会（УГВР/UHVR）的中央和地区领导人，也因此开始在敌占区过上隐姓埋名且颠沛流离的生活。
由于安全的需要，他不得不在一个个克里夫卡（反抗军的秘密地堡避难所）间转移，危险不断。这期间，他曾使用过Бей-Зот, Левко, Рибалка, 333, Старий, Джміль这些化名。哈塞维奇也是一位才华横溢的宣传工作者，他管理着反抗军的印刷厂，担任艺术家和编辑，为乌克兰反抗军的“乌克兰胡椒”（«Український перець»）和“辣根”（«Хрін»）讽刺杂志准备插图，设计传单、明信片、地下出版物，并发行了一本漫画专辑。这位艺术家还为反抗军设计了旗帜、印章和表单。
1941年，他成为了利维夫乌克兰视觉艺术工作者联盟的成员，并与里夫内的《沃里尼亚》杂志合作，和同为民族解放活动家的作家乌拉斯·萨姆丘克一同工作。在1942-43年，还在纳粹德国占领下的利维夫举办了地下乌克兰艺术家展览，展出了他的爱国主题作品《睡吧，孩子们，睡吧》（«Спіть, хлопці, спіть»）。
哈塞维奇还设计了被称为“бофон”的战斗需求贷款（«позики на бойові потреби»，反抗军发行的军票）纸币纹样。

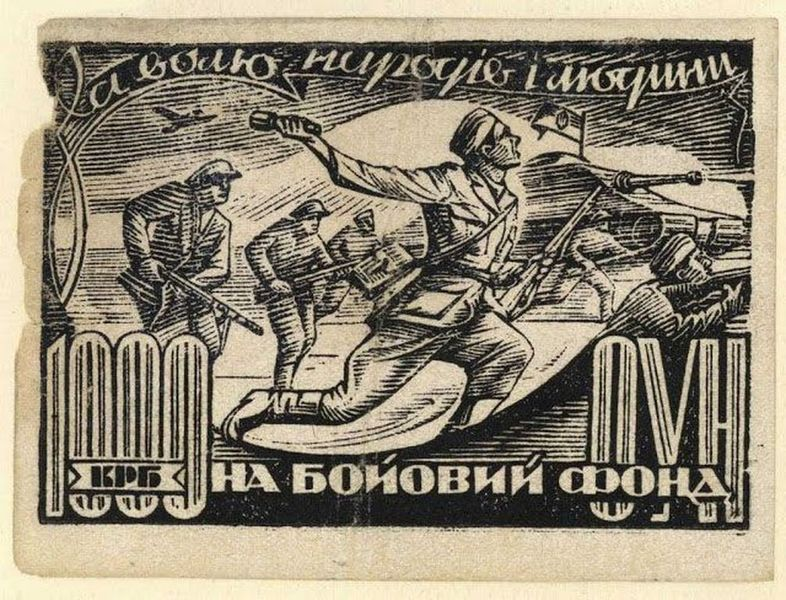
1000库邦
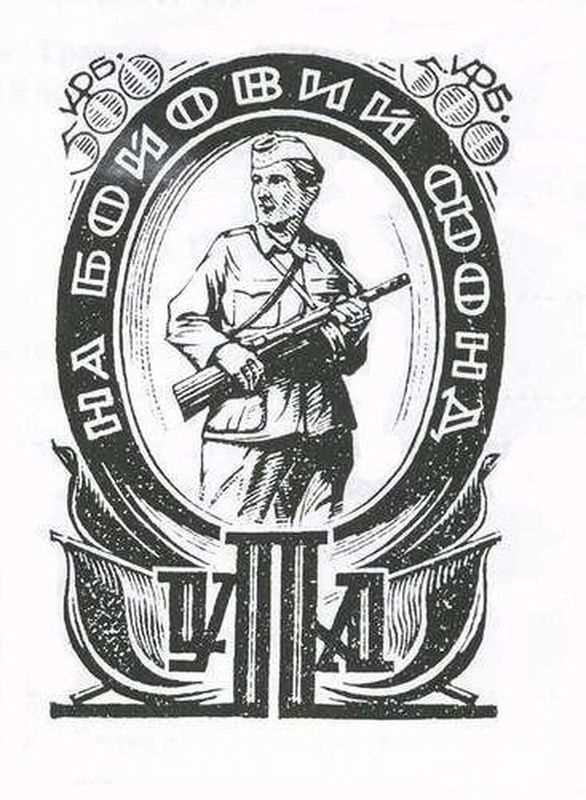
500库邦
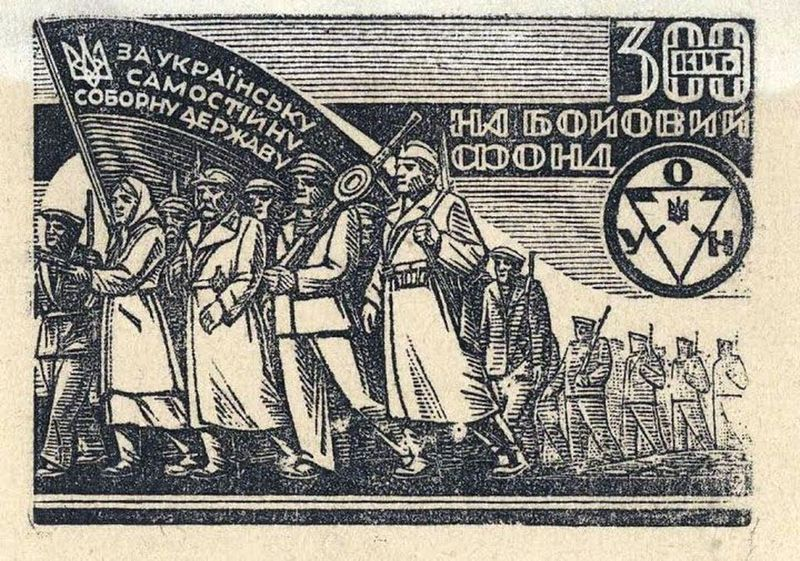
300库邦
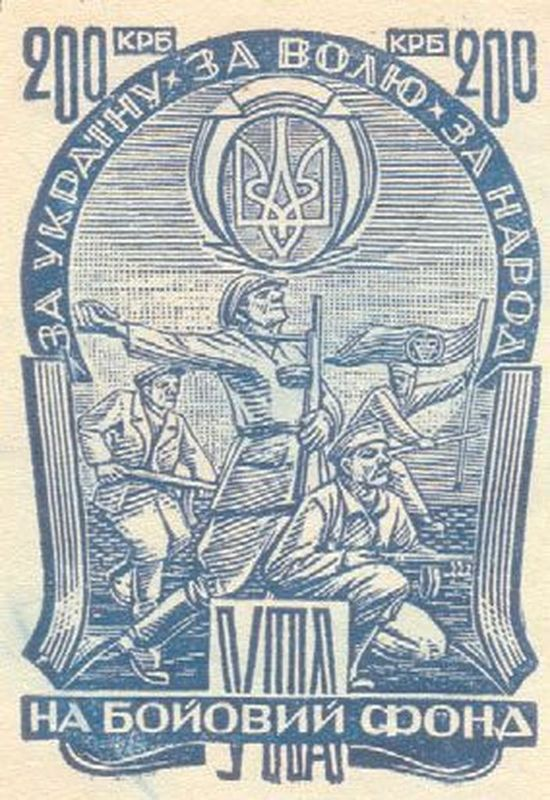
200库邦
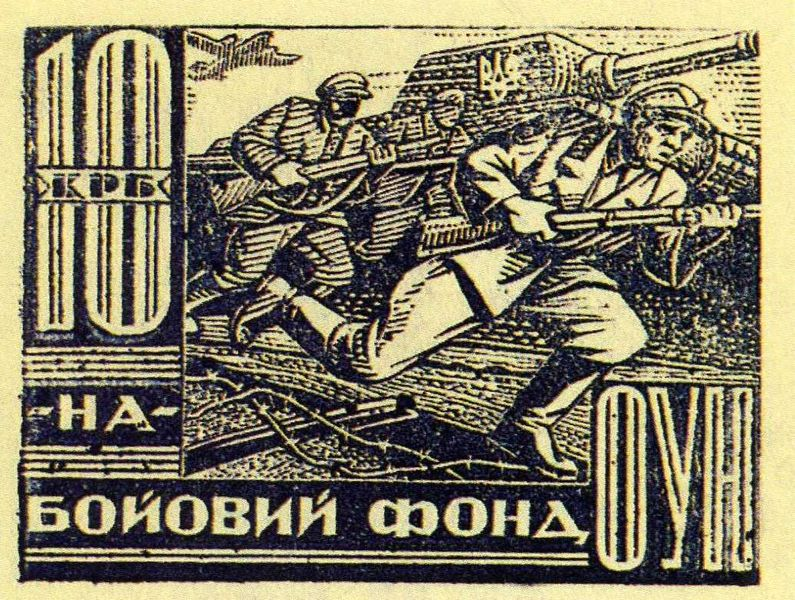
10库邦

1943-1944年间，他在克林姆·薩武爾（真名德米特羅·克利亞奇斯基）领导的反抗军“北方”小组从事政治宣传工作。在他的这位朋友和领导逝世后，哈塞维奇又在避难所中继续战斗了7年。

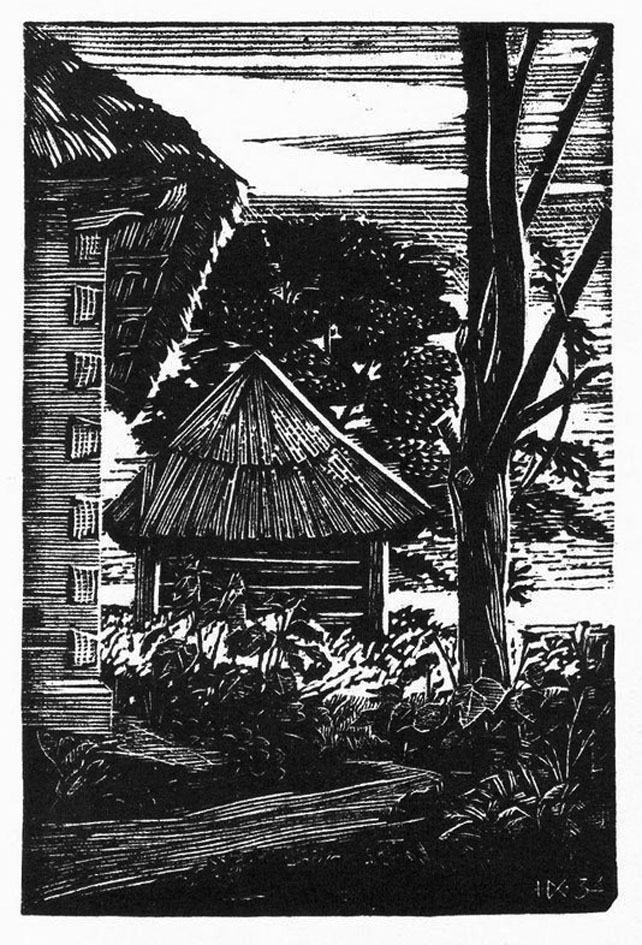
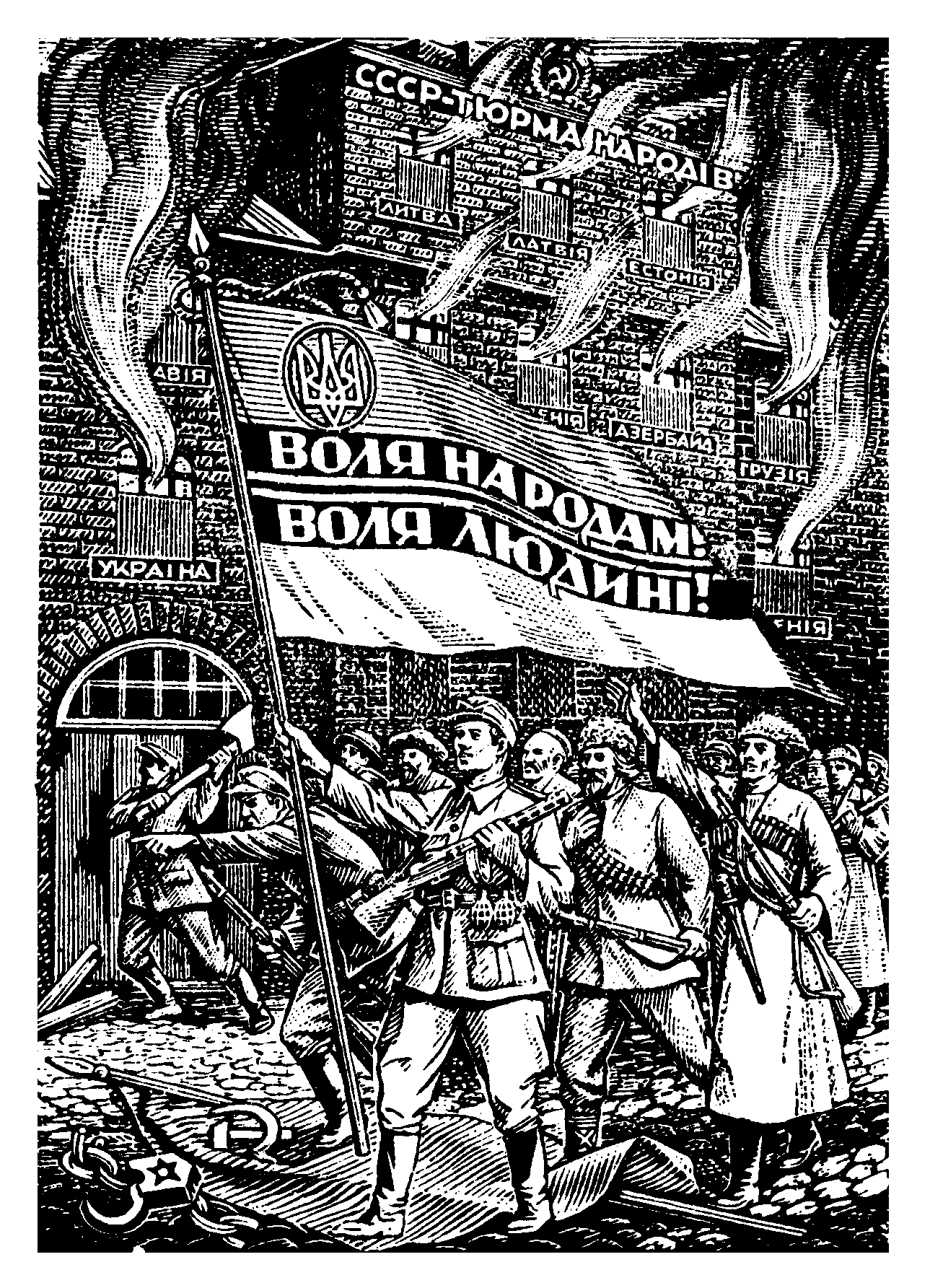
苏联-诸民族的监狱 木刻版画，约1948年
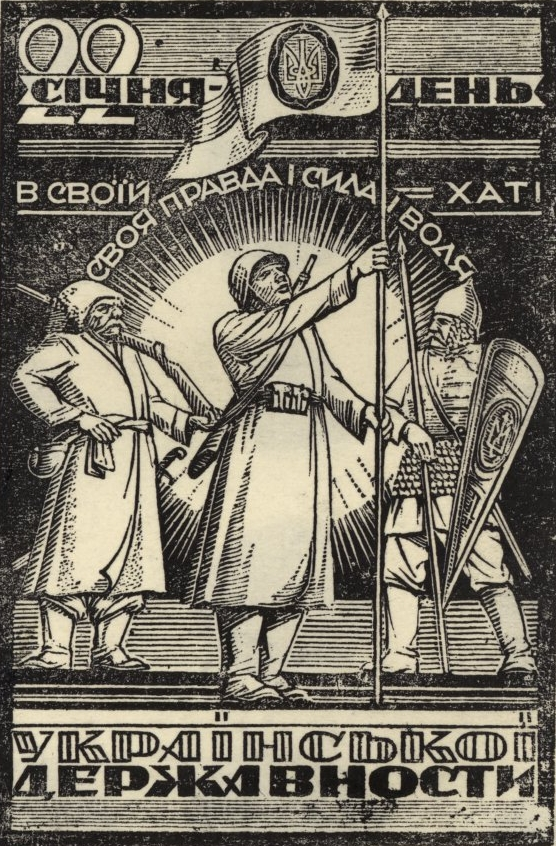
1月22日 木刻版画，约1949年
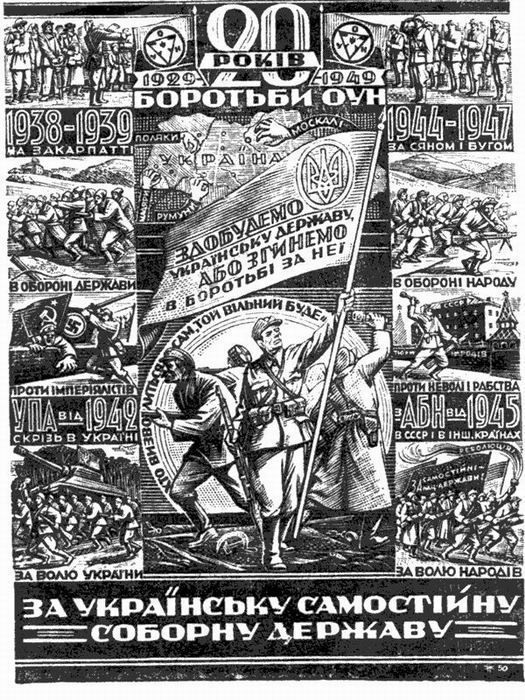
为了独立统一的乌克兰 木刻版画，约1949年

1948年，乌克兰最高解放委员会（УГВР/UHVR）为那些有英勇表现的地下工作者颁发了奖章。其中功勋十字勋章，战功十字勋章和艰苦战斗奖章正是由当时化名“Зот”的哈塞维奇设计。后来，他本人也被授予了银功勋十字勋章和艰苦战斗奖章，并被选为乌克兰知识分子代表加入了乌克兰最高解放委员会。只有很少的人知道他的真实身份，他的工作和他的位置。他被用自行车在一个个藏身处之间转移。

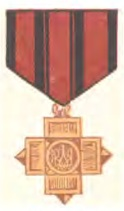
功勋十字勋章 设计 № 1
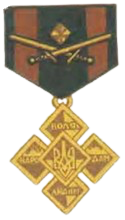
功勋十字勋章 设计 № 2

在对德国和俄国抗战期间，哈塞维奇创作了约150幅版画作品，并结集为《斗争中的沃里尼亚》（«Волинь у боротьбі»）和《乌克兰反抗军地堡中的图形艺术》(«Графіка в бункерах УПА»)于1951-52年在海外发表。

#### 学生
他的学生们使用过的知名化名包括«Артем», «Мирон», «Свирид», «Гнат», «Скиба», «Довбуш».除了伊万·马利蒙，化名«Артем»和伊万·亚楚克，化名«Довбуш»之外，他们的真实姓名不为人知。

### 遇害

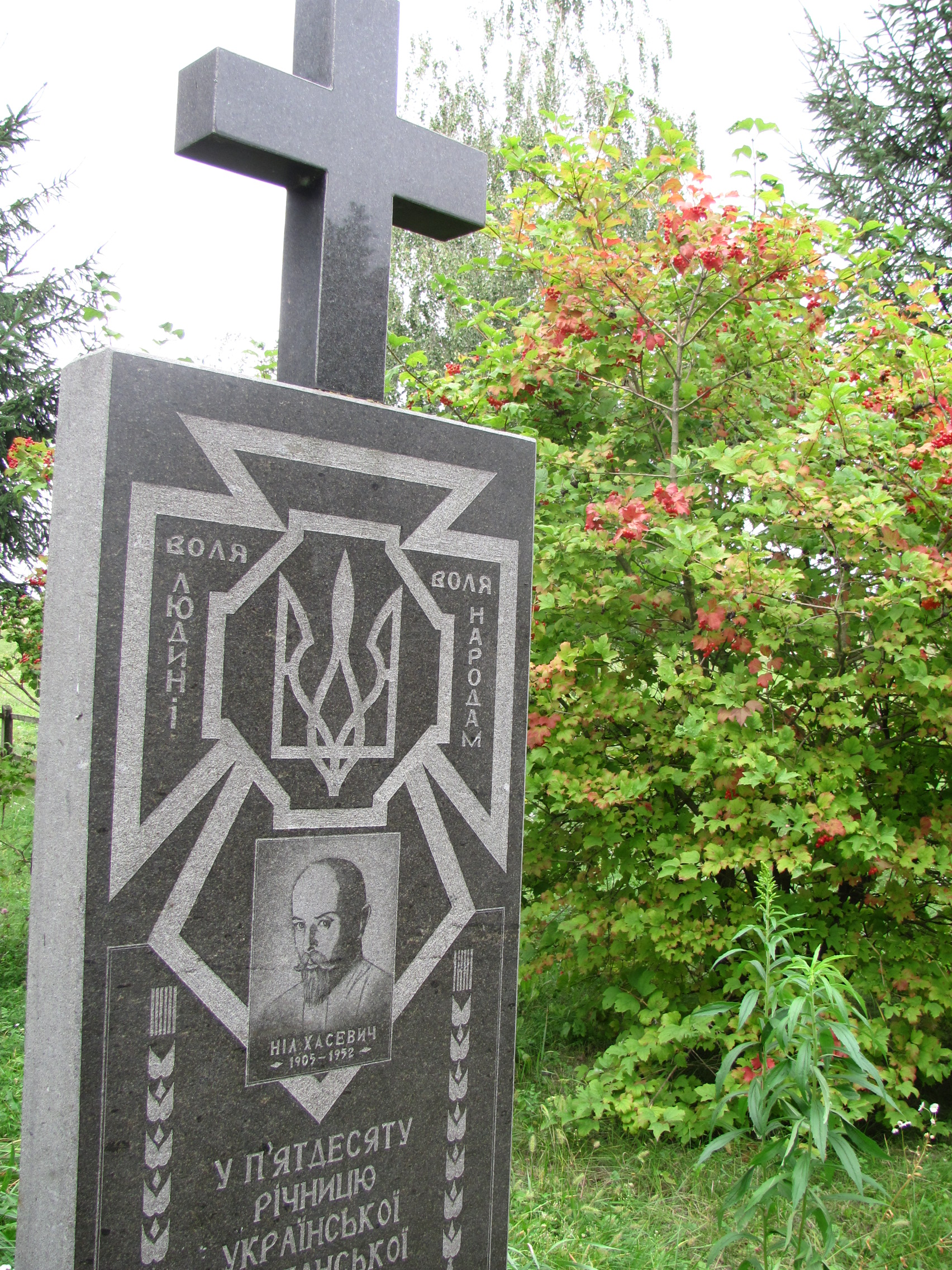
哈塞维奇遇害地树立的纪念碑。其形状来自他所设计的功勋十字勋章，上面写着乌克兰反抗军的口号：“民族的自由！个体的自由！”（«Воля народам, воля людині»）这一口号也在哈塞维奇的不少作品中出现。

在1951年，从俄国首都传来了“消灭反苏活动”的命令。这是因为哈塞维奇的作品辗转流传到了联合国大会代表和外交官手中，并被收录到了前文所述的《乌克兰反抗军地堡中的图形艺术》(«Графіка в бункерах УПА»)作品集中。为了追捕这名艺术家，苏俄占领当局组织了一个由内务部（克格勃的前身）安全局（ГБ，государственная безопасность）特务鲍里斯·斯捷克里亚尔上校（此人于2017年因谋杀哈塞维奇案被检控，但因他于次年死亡而侥幸逃脱审判）带队的跨区域行动小组。小组成员还包括队长马尔克洛夫(Маркелов)和库德里茨基(Кудрицький)。他们几次获得了接近当时化名为“Зот”的哈塞维奇的线索，一次是在利维夫，他们试图诱捕一个帮助藏匿哈塞维奇个人档案的人“公民M”（他把档案藏在玻璃瓶中并埋在花园里），但是失败了。后来，在一个被占领的藏身处发现了加密文件，解码后的文件中写道“为您准备了五公斤纸张和樱桃木”（用于制作传单和版画的印版）和一个地址：位于距离克莱万镇12公里的苏希夫齐村附近的一座农场的地下室。哈塞维奇所在的农场随即被俄国特务包围。
哈塞维奇所在的这个克里夫卡（秘密地堡避难所）较为宽敞，有生活所需的设施和三间房间。这座克里夫卡的入口藏在树林附近的谷仓之中，这便是哈塞维奇和两名保卫他的反抗军战士与俄国特务的最后一战之地了。根据Теодора Гладкова1988年在利维夫 «Каменяр»出版社出版的“携剑与盾”（«Со щитом и мечом»）一书中所述，我们知道了这位艺术家和战士牺牲时的细节：
根据其他的记载，尼尔·哈塞维奇和他的两名卫士--代号“马特维”（Матвієм）的维亚切斯拉夫·安东尼克（В'ячеславом Антонюком）和代号“赫纳特”（Гнатом）的安东·梅尔尼丘克（Антоном Мельничуком）是在烧毁了重要文件后，以佩枪自尽殉国的。
另一名前反抗军战士迪米特罗·乌多德（Дмитра Удода）回忆道：
三天后，被杀害的起义者的尸体被运往一个未知的地点。
乌克兰作家，参与乌克兰民族解放运动的政治犯尤里·霍洛瓦茨基在1956年写了一篇名为《桶》（«Бочка»）的作品，并在1996-1998年被分部分地发表，其中也描述了尼尔·哈谢维奇的死亡：

## 语录
— 尼尔·哈塞维奇写于他牺牲前一年

## 家庭
哈塞维奇在战争中几乎失去了所有的亲人。他的父亲安东和弟弟阿纳托利在二战中去世，而哥哥费奥多尔则死于俄国托木斯克附近的比洛博罗多沃集中营。1947年，他的爱人，也是在卢茨克的抵抗组织联络员去世，但有一副于1945年4月绘制的肖像保留了下来。

## 展览
在1931-1944年间，参加了艺术展览，包括：
- 1931-1932年 —— 在利维夫、布拉格、柏林的展览。
- 1932-1933年 —— 在芝加哥和洛杉矶的展览。

## 画册
- 尼尔·哈塞维奇的书签— 华沙, 1939.
- 尼尔·哈塞维奇的藏书票— 费城, 1939.
- 乌克兰反抗军地堡中的图形艺术— 费城, 1952.
- 尼尔·哈塞维奇 (1905—1952). 画册— 利维夫, 2010.